# Patsy Adam-Smith
Patricia Jean Adam-Smith (ur. 31 maja 1924 w Nowingi (Wiktoria), zm. 20 września 2001) – australijska pisarka i historyczka. W swoich pracach poruszała tematy związane z historią, folklorem i tradycjami narodowymi. 

## Życiorys
Patsy Adam-Smith była córką robotników kolejowych, wychowała się w wielu małych wiktoriańskich miasteczkach wiejskich. W czasie II wojny światowej zaciągnęła się do Ochotniczego Oddziału Pomocy, gdzie służyła jako pielęgniarka w latach 1943–1944. Jako pierwsza kobieta została oficerem radiowym w trakcie swojej służby na australijskim statku handlowym w latach 1954–1960. W Hobart w latach 1960-1967 pracowała jako oficer ds. edukacji dorosłych. W latach 1970–1982 pełniła funkcję oficera terenowego ds. rękopisów w Wiktoriańskiej Bibliotece Państwowej.
W 1978 roku otrzymała nagrodę Księgi Wieku za swoją książkę "The ANZACS", która następnie została nakręcona jako 13-częściowy serial telewizyjny. W 1993 roku otrzymała nagrodę Australijskiego Stowarzyszenia Książki za książkę "Prisoners of War". 
W 1994 roku została mianowana oficerem Orderu Australii (AO) za służbę na rzecz historii społeczności, szczególnie poprzez zachowanie narodowych tradycji i folkloru oraz nagrywanie historii mówionej. W dniu 14 czerwca 1980 roku otrzymała również Order Imperium Brytyjskiego Oficera Cywilnego (OBE) za swoje zasługi dla literatury.
Jej autobiografia pt. "Goodbye Girlie" została opublikowana w dwóch częściach. W 1995 roku Adam-Smith otrzymała za nią nagrodę Benella za Audiobook Roku w kategorii literatura faktu.

## Twórczość
- Hear the Train Blow: An Australian Childhood, 1964
- Moonbird People, 1965
- There was a Ship, 1967
- Hobart Sketchbook, 1968
- Tiger Country, 1968
- The Rails Go Westward, Macmillan of Australia, 1969
- Folklore of the Australian Railwaymen, 1969
- No Tribesman, 1971
- Across Australia by Indian-Pacific, 1971
- The Barcoo Salute, 1973
- Launceston Sketchbook, 1973
- Romance of Australian Railways, 1973
- The Desert Railway, 1974
- Neon Signs to the Mutes: Poetry by Young Australians, 1976
- Footloose in Australia, 1977
- Historic Tasmania Sketchbook, 1977
- Port Arthur Sketchbook, 1977
- Tasmania Sketchbook, 1977
- Trader to the Islanders, 1977
- The ANZACS, 1978
- Islands of Bass Strait, 1978
- Victorian and Edwardian Melbourne from Old Photographs, 1979
- Romance of Victorian railways, 1980
- Hear the Train Blow: Patsy Adam-Smith's Classic Autobiography of Growing Up in the Bush, 1981
- Outback Heroes, 1981
- The Shearers, 1982
- When We Rode the Rails, 1983
- Australian Women at War, 1984
- Heart of Exile: Ireland, 1848, and the Seven Patriots Banished..., 1986
- Australia: Beyond the Dream-time, 1987
- Prisoners of War, 1992
- Trains of Australia: All Aboard, 1993
- Goodbye Girlie, 1994